# 邓昊明
邓昊明（1904年—1998年），原名亮，湖南永兴人，中国政治人物，曾任中国农工民主党中央委员会常务委员，江苏省政协副主席，国务院参事，第二、五、六、七届全国政协委员。